# Боршуляк, Александр Владимирович
Александр Владимирович Боршуляк (укр. Олександр Володимирович Боршуляк; 1999, Гавриловцы — 4 июля 2023, Ивановское) — украинский военнослужащий, лейтенант, участник российско-украинской войны. Герой Украины (2024, посмертно).

## Биография
Родился в 1999 году в селе Гавриловцы Каменец-Подольского района Хмельницкой области. В 2015 году поступил в лицей с усиленной военно-физической подготовкой в Каменце-Подольском. С 2017 года обучался на историческом факультете Каменец-Подольского национального университета имени Ивана Огиенко, параллельно проходя подготовку на кафедре военной подготовки офицеров запаса. В 2021 году окончил университет, получив офицерское звание и военную специальность по применению инженерно-сапёрных подразделений .
С 2 марта 2022 года принимал участие в боевых действиях против полномасштабного вторжения российских войск. Обучал подчинённых минному делу.
Погиб 4 июля 2023 года при выполнении боевого задания в районе села Ивановское Бахмутского района Донецкой области. Похоронен 7 июля 2023 года в родном селе Гавриловцы. У него остались родители и сестра.

## Награды
- Звание «Герой Украины» с удостоением ордена «Золотая Звезда» (28 июня 2024, посмертно) — за личное мужество и героизм, проявленные в защите государственного суверенитета и территориальной целостности Украины, верность военной присяге[1].